# Simhavarman VI
Simhavarman VI (sanskrit : सिंहवर्मन, ? - 1400) ou La Khải, Ko Cheng, est un souverain du Royaume de Champā fondateur de la XIIIe dynastie Cham. Il règne de 1390 à 1400

## Contexte
Général de  Che Bong Nga il conduit en 1390 la retraite de l'armée Cham après la mort du souverain, tué par une canonnade  lors d'une offensive contre les vietnamiens. De retour dans le royaume de Champa, il se proclame lui-même roi et usurpe le trône des deux fils de Che Bong Nga: Che Ma-no Da-nan et Che San-no.:109–111
Pendant son règne il doit abandonner une grande partie des territoires conquis par son prédécesseur, Che Bong Nga,.:238. il est toutefois connu comme le fondateur de Brasuvamca . il a comme successeur son fils Indravarman VI.